# Осредек-при-Зречах
Осредек-при-Зречах (словен. Osredek pri Zrečah) — поселення в общині Зрече, Савинський регіон, Словенія. 
Висота над рівнем моря: 426,7 м.